# Предворје живота
Предворје живота је пети студијски албум српске поп певачице Александре Радовић издат под издавачком кућом ПГП РТС 14. фебруара 2020. Ово је први албум који је Радовићева издала за ПГП РТС а не за Сити рекордс. Као што је био случај са претходним албумом "Царство" и за овај албум Радовићева је снимила спот за сваку песму. Као први сингл издала је песму "Љубави моја" 2017. са којим је најавила албум. Песме које су се издвојиле са албума су: "Не хвала", "Анулиран", "Не волим те", "Живим бол" и "Љубави моја".

## Списак песама
| Бр. | Назив песме      | Текстописац                              | Композитор                           | Аранжер         | Трајање |
| --- | ---------------- | ---------------------------------------- | ------------------------------------ | --------------- | ------- |
| 1.  | Анулиран         | Александра Милутиновић                   | Александра Милутиновић               | Махир Сарихоџић | 3:54    |
| 2.  | Не хвала         | Александра Милутиновић                   | Душан Алагић, Александра Милутиновић | Махир Сарихоџић | 3:46    |
| 3.  | Где ћеш ову ноћ  | Александра Милутиновић                   | Александра Милутиновић               | Махир Сарихоџић | 4:06    |
| 4.  | Пазл             | Горан Ковачић, Александра Радовић        | Горан Ковачић                        | Махир Сарихоџић | 3:54    |
| 5.  | Љубави моја      | Александра Милутиновић                   | Александра Милутиновић               | Махир Сарихоџић | 4:15    |
| 6.  | Предворје живота | Александра Милутиновић                   | Александра Милутиновић               | Махир Сарихоџић | 4:07    |
| 7.  | Живим бол        | Бојан Јововић                            | Бојан Јововић                        | Махир Сарихоџић | 4:31    |
| 8.  | Не волим те      | Милан Радуловић Лаћа, Александра Радовић | Дарко Димитров                       | Дарко Димитров  | 3:16    |
| 9.  | Пољуби ме        | Александра Радовић                       | Александра Радовић                   | Махир Сарихоџић | 4:45    |